# Mouvements et Fronts unifiés de l'Azawad
Les Mouvements et Fronts unifiés de l'Azawad (MFUA) est une alliance de groupes rebelles créée en 1991 au cours de la rébellion touarègue de 1990-1996.
Le MFUA compte quatre groupes :
- Le Mouvement populaire de l'Azawad (MPA)
- L'Armée révolutionnaire de libération de l'Azawad (ARLA)
- Le Front populaire de libération de l'Azawad (FPLA)
- Le Front islamique arabe de l'Azawad (FIAA)